# Лицо

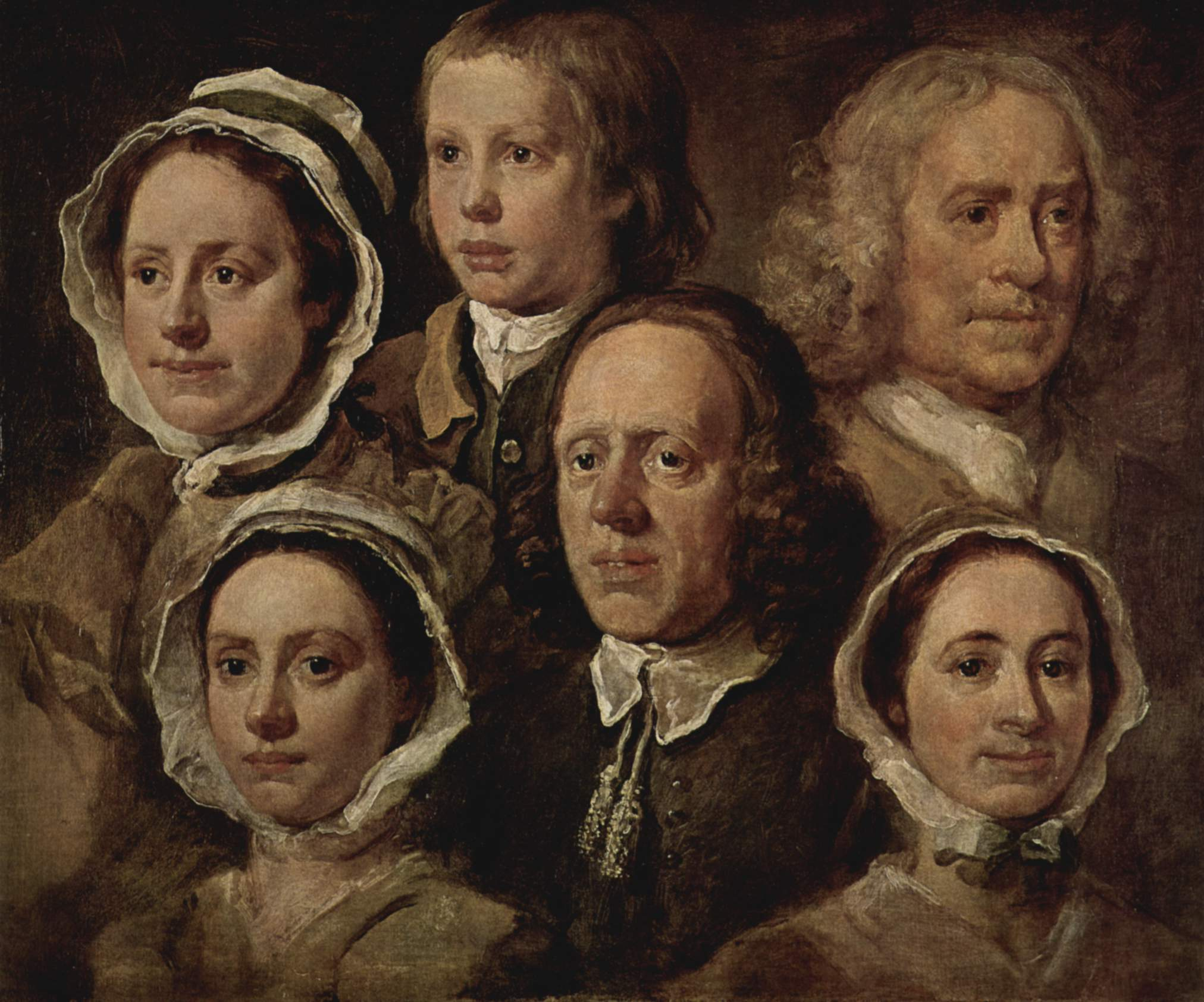
Уильям Хогарт. Слуги художника

Лицо́ — передняя часть головы человека, верхняя граница проходит по верхнеглазничному краю, внизу — по углам и нижнему краю нижней челюсти, по бокам — края ветвей нижней челюсти и основанием ушных раковин.

## Анатомическая характеристика лица
На лице находятся: лоб, брови, переносица, нос, глаза, щёки, уши (края лица), скулы, фильтрум, губы, рот и подбородок.
На лице расположены начальные отделы органов чувств-анализаторов — зрительных (глаза), слуховых (уши), обонятельных (нос), а также начинаются воздухоносные пути, обеспечивающие дыхание. Ротовое отверстие начинает пищеварительный тракт.
Существуют разные варианты деления лица на области. Р. А. Рейсс считает наиболее простым и основополагающим вариант деления лица на три пропорциональных по высоте отдела (этажа):
- верхний (от линии бровей до края волосяного покрова);
- средний (от линии бровей до линии ноздрей);
- нижний (от линии ноздрей до подбородка).

Такое деление оправдано и с генетических позиций. Каждый из этих отделов имеет свои эмбриональные зачатки. На этапах постнатального онтогенеза они также развиваются соответственно закономерностям роста. Очень показательно слабое развитие нижней зоны у детей в возрасте 1 года.

## Выразительность лица (мимика)
Лицо очень чётко выражает (мимика) человеческие эмоции, такие как боль, радость, разочарование, усталость, беспокойство, злость, грусть, гнев и так далее.
С 1978 года существует «система кодирования лицевых движений» (FACS), разработанная командой Пола Экмана, перечисляющая ключевые мимические мышцы и позволяющая записывать выражения лица, ими образуемое.
Лицо является наиболее индивидуальной частью тела человека, именно по его целостному восприятию идентифицируется индивидуальная личность. Происхождение в русском языке слова личность от лицо, а также слово лицо в переносных значениях — человек вообще, отличительная способность чего-либо — не случайно. Портрет, фотография человека (в том числе в документах) — это прежде всего изображение лица.